# Arielle Kebbel
Arielle Caroline Kebbel (* 19. února 1985, Spojené státy americké) je americká modelka a herečka.
Nejvíce se proslavila filmy Prci, prci, prcičky: Na táboře (2005), John Tucker musí zemřít (2006), Aquamarine (2006) a Tupíři (2010) a seriály Gilmorova děvčata (2003-04), Upíří deníky (2009-14), Změna je život (2010), 90210: Nová generace (2011-13) a UnReal (2015).

## Životopis
Arielle se narodila ve Winter Parku na Floridě. Její matka Sheri vlastní produkční společnost. Odmaturovala na Crenshaw School ve Winter Garden.

## Kariéra

### Modeling
V roce 2002 soutěžila v Miss Florida Teen USA. Před hereckou kariérou se na plno věnovala modelingu. Objevila se v magazínech Maxim, H, Lucky, Men's Health, Stuff a FHm.

### Herectví
Poté, co se odstěhovala do Los Angeles v Kalifornii, se zúčastnila konkurzu do seriálu stanice CW Gilmorova děvčata a roli Lindsay Lister získala. Od té doby se objevila v televizních seriálech jako Vincentův svět, S dětmi na krku, Zákon a pořádek: Útvar pro zvláštní oběti a Upíří deníky. Byla obsazena do dvou pilotů Football Wives a No Heroics. Stanice ABC si je však do své sezóny nevybrala.
V roce 2004 získala vedlejší roli po boku Kevina Harta, Toma Amolda a Snoop Dogga v hip-hopové komedii Perfektní servis. Také se objevila ve filmech jako Buď v klidu, Mladej a já, Prci, prci, prcičky: Na táboře a Na půl cesty.
V roce 2005 podepsala smlouvu s 20th Century Fox a zahrála si v jejich filmu Aquamarine, společně se Sarou Paxton, Emmou Roberts a Joannou (Jojo) Levesuqe.
V únoru roku 2006 bylo potvrzeno, že se Arielle objeví po boku Sarah Michelle Gellar a Teresy Palmer ve filmu Smrtící nenávist 2. Natáčelo se v Tokyu v Japonsku a film měl premiéru 13. října 2006.
V roce 2006 si také zahrála ve sportovním dramatu Navěky silný. Film byl vydán na DVD 26. září 2008.
V únoru 2008 byla oznámeno, že Arielle získala roli v hororovém filmu Freakdog. Premiéra se odehrála 22. srpna 2008 a na DVD film vyšel v únoru roku 2009.
Arielle se také objevila v komedii Brooklyn Brothers Beat the Best, která měla premiéru na filmovém festivalu v Torontu v roce 2011.
Na začátku prosince 2011 získala hostující roli ve 4. sérii seriálu 90210: Nová generace. V říjnu 2012 se objevila v seriálu Hawaii 5-0.
Na začátku prosince 2012 Arielle prostřednictvím twitteru oznámila, že natáčí pilotní epizodu k seriálu Instant Mom.
V roce 2018 se objevila v roli mladé atraktivní architektky jménem Gia Matteo ve filmu Padesát odstínů svobody.

## Filmografie

### Film
| Rok  | Název                                       | Role             | Poznámky                                                  |
| ---- | ------------------------------------------- | ---------------- | --------------------------------------------------------- |
| 2004 | Perfektní servis                            | Heather Hunkee   |                                                           |
| 2005 | Mladej a já                                 | Arielle          |                                                           |
| 2005 | Prci, prci, prcičky: Na táboře              | Elyse Houston    |                                                           |
| 2005 | Divoká noc                                  | Alsion           |                                                           |
| 2005 | Na půl cesty                                | Cookie           |                                                           |
| 2005 | Buď v klidu                                 | Robin            |                                                           |
| 2006 | Outlaw Trail: The Treasure of Butch Cassidy | Ellie            |                                                           |
| 2006 | Smrtící nenávist                            | Allsion Fleming  | Nominace – Teen Choice Awards v kategorii nejlepší výkřik |
| 2006 | John Tucker musí zemřít                     | Carrie Schaeffer |                                                           |
| 2006 | Aquamarine                                  | Cecilia Banks    |                                                           |
| 2006 | The Bros.                                   | Kim              |                                                           |
| 2007 | Daydreamer                                  | Casey Green      |                                                           |
| 2008 | Navěky silný                                | Emily            |                                                           |
| 2008 | Freakdog                                    | Catherine Thomas |                                                           |
| 2009 | Nezvaná                                     | Alex Ivers       |                                                           |
| 2010 | Z Brooklynu na Manhattan                    | Chloe            |                                                           |
| 2010 | Tupíři                                      | Rachel           |                                                           |
| 2010 | Správná odpověď                             | Naomi            |                                                           |
| 2011 | I Melt with you                             | Randi            |                                                           |
| 2011 | Brooklyn Brothers Beat the Best             | Cassidy          |                                                           |
| 2011 | Mardi Gras: Jarní prázdniny                 | Lucy             |                                                           |
| 2012 | Supporting Characters                       | Jamie            |                                                           |
| 2012 | Mysli jako on                               | Gina             |                                                           |
| 2018 | Another Time                                | Ally             |                                                           |
| 2018 | Padesát odstínů temnoty                     | Gia Matteo       |                                                           |

### Televize
| Rok             | Název                                     | Role                         | Poznámky                         |
| --------------- | ----------------------------------------- | ---------------------------- | -------------------------------- |
| 2003            | Kriminálka Las Vegas                      | mladistvá blondýnka          | díl: „Království za koně“        |
| 2003            | Soudkyně Amy                              | Paige Lange                  | díl: „The Long Goodbye“          |
| 2003            | Zákon a pořádek: Útvar pro zvláštní oběti | Andrea Kent                  | díl: „Zlo“                       |
| 2003            | Vincentův svět                            | Layla                        | díl: „Pilot“                     |
| 2003–2004       | Gilmorova děvčata                         | Lindsay Anne Lister Forester | 9 dílů                           |
| 2004            | S dětmi na krku                           | Taya                         | 5 dílů                           |
| 2004            | Kriminálka Miami                          | Pam Carpenter                | díl: „Není co ztratit“           |
| 2005            | Clubhouse                                 | Kat                          | díl: „Road Trip“                 |
| 2006            | Žralok                                    | Sydney Blair                 | díl: „Znásilnění“                |
| 2007            | Football Wives                            | Nicole Holt                  | neprodaný pilotní díl            |
| 2009            | No heroics                                | Sandy                        | neprodaný pilotní díl            |
| 2009–2014, 2017 | Upíří deníky                              | Alexia "Lexi" Branson        | 9 dílů                           |
| 2010            | Pravá krev                                | Charlene                     | díl: „Krysy v dohledu“           |
| 2010            | Změna je život                            | Paige                        | hlavní role (2. řada), 7 dílů    |
| 2011            | Marcy                                     | Arielle                      | díl: „Marcy Does a Photographer“ |
| 2011            | Good Vibes                                | Payton (hlas)                | díl: „Backstage Babs“            |
| 2011–2013       | 90210: Nová generace                      | Vanessa Shaw                 | 15 dílů                          |
| 2011            | Hallelujah                                | Veda Roman                   | TV film                          |
| 2012            | A Bride for Christmas                     | Jessie                       | TV film (Hallmark)               |
| 2012            | Hawaii 5-O                                | Nicole Carr                  | díl: „Popilikia“                 |
| 2012            | Audrey                                    | Marissa                      | 4 díly                           |
| 2013            | Perfect Score                             | Samu sebe                    | soutěž                           |
| 2013            | Mámou přes noc                            | Stephanie kamarádka          |                                  |
| 2014            | The After                                 | Tammy                        | Internetový seriál               |
| 2014            | Sweet Surrender                           | Nancy                        | TV film                          |
| 2015            | Bridal Wave                               | Georgie Dwyer                | TV film (Hallmark)               |
| 2015            | UnReal                                    | Britney                      | 3 díly                           |
| 2015            | Hráči                                     | Tracy Legette                | 16 dílů                          |
| 2015            | Liga snů                                  | Libby                        | 3 díly                           |
| 2015–2019       | Robot Chicken                             | Různé hlasy                  | 3 díly                           |
| 2015            | The Grinder                               | Avery Banks / Gabrielle      | 2 díly                           |
| 2017–2018       | Midnight, Texas                           | Olivia Charity               | hlavní role, 19 dílů             |
| 2019            | A Brush With Love                         | Jamie Spellman               | TV film (Hallmark)               |
| 2019            | Grand Hotel                               | Skye Garibaldi               | vedlejší role, 4 díly            |